# Gran Consejo de Venecia
El Gran Consejo o Consejo Mayor (en italiano: Maggior Consiglio; en veneciano: Mazor Consegio) fue un órgano político de la República de Venecia entre 1172 y 1797. Era la principal asamblea política, responsable de la elección de muchos cargos políticos y de los consejos superiores que dirigían la República, de la aprobación de las leyes y del control judicial. 
Tras la Serrata, una reforma aprobada el 28 de febrero de 1297 por el Maggior Consiglio, con la que se hizo temporalmente hereditario el cargo de miembro del Maggior Consiglio, exclusivo de las familias patricias inscritas en el Libro de Oro de la nobleza veneciana. El Gran Consejo era único en su época por el uso del sorteo para seleccionar a los nominadores de las propuestas de candidatos, que posteriormente eran sometidos a votación.

## Historia
Los orígenes exactos del Gran Consejo no están claros. La tradición sitúa su creación en 1172, pero es probable que tenga su origen en un "Consejo de Sabios" (Consilium Sapientium) atestiguado en 1141. Se trataba de un consejo establecido para limitar y controlar el poder del dux de Venecia y dominado por la nobleza veneciana.

### Origen
Es probable que ya existiera un primer Consilium Sapientium como consejo personal del dux. Sin embargo, a partir de 1143 se creó un nuevo Consilium como representación permanente de la soberana asamblea general del pueblo (el Concio o Arengo, que sólo se convocaba para ratificar las leyes y elegir a un nuevo Dux). Este acto formalizó la forma municipal del Estado, con el nacimiento de la Commune Veneciarum ('Comuna de Venecia'). No habían transcurrido ni treinta años cuando, en 1172, el Consilium se transformó en asamblea soberana con el nombre de Maggior Consiglio, compuesto inicialmente por 35 y más tarde por 100 consejeros, a los que se añadieron, de derecho, los miembros del nuevo cuerpo de la Quarantia a partir de 1179. A partir de 1207, los consejeros ya no eran nombrados directamente por la asamblea popular, sino por tres electores elegidos por ella, que posteriormente pasaron a ser siete en 1230.
Recientemente se han encontrado dos documentos similares, uno de los cuales se denomina Códice "dei Frari", que ofrece una lista completa de los procuradores de San Marcos, elegidos por el Gran Consejo a partir de 812, año en que fue elegido el primer procurador: Piero Tradonico (Gradenigo) elegido en el "XV Lugio" con "balotte" (votación de patricios) 400 por el sí y 19 por el no. La datación de este documento choca con la fecha reconocida del nacimiento del Gran Consejo. La Commune Veneciarum podría haber existido mucho antes, hipótesis que no cambia por el momento la tradición histórica.
La función del Gran Consejo consistía en elegir a todas las magistraturas, aprobar las leyes y ejercer funciones judiciales, incluida la concesión de indultos. Sin embargo, como el Gran Consejo era demasiado grande y difícil de manejar, pues ya en el siglo XIII contaba con unos 300-400 miembros, las deliberaciones y la toma de decisiones de gobierno se llevaban a cabo en consejos más pequeños, con mayor capacidad de acción. En este siglo, el más importante de ellos era el Consejo de los Cuarenta, que no sólo actuaba como órgano judicial supremo, sino que también preparaba la legislación que debía someterse al Gran Consejo. Sus tres jefes (los capi), junto con los seis consejeros ducales y el dux, constituían la Signoria de Venecia.
En sus primeros tiempos, el Gran Consejo era una institución relativamente abierta y democrática, ya que en teoría podían formar parte de él todos los ciudadanos libres. Los miembros eran nombrados por tres electores, aunque no está claro cómo se elegían; en parte se seleccionaban por sorteo y en parte por rotación. En 1230, el proceso electoral fue alterado por razones desconocidas, con siete electores ejerciendo entre el 29 de septiembre y el 29 de marzo, y tres durante los otros seis meses. Sin embargo, parece que el número de electores fluctuaba, y podía ser tan pequeño como cuatro.
Estos electores elegían a cien miembros para ser propuestos para su elección al Gran Consejo del año siguiente, pero como no había una lista alternativa de candidatos, los nombres escogidos también eran los elegidos. El proceso de elección, "un tanto azaroso", otorgaba un enorme poder a los escasos electores, que sólo estaban obligados por la costumbre a no abusar de su posición. Además, algunos cargos, como los consejeros ducales o los miembros del Consejo de los Cuarenta, eran miembros ex officio, y superaban en número a los miembros elegidos por un margen considerable. En palabras del historiador Frederic C. Lane, "Se puede decir que en el Gran Consejo estaban todas las personas más importantes que había en Venecia y un puñado de otros nombrados porque alguien pensó que eran potencialmente importantes".

### LaSerrata del Maggior Consiglio

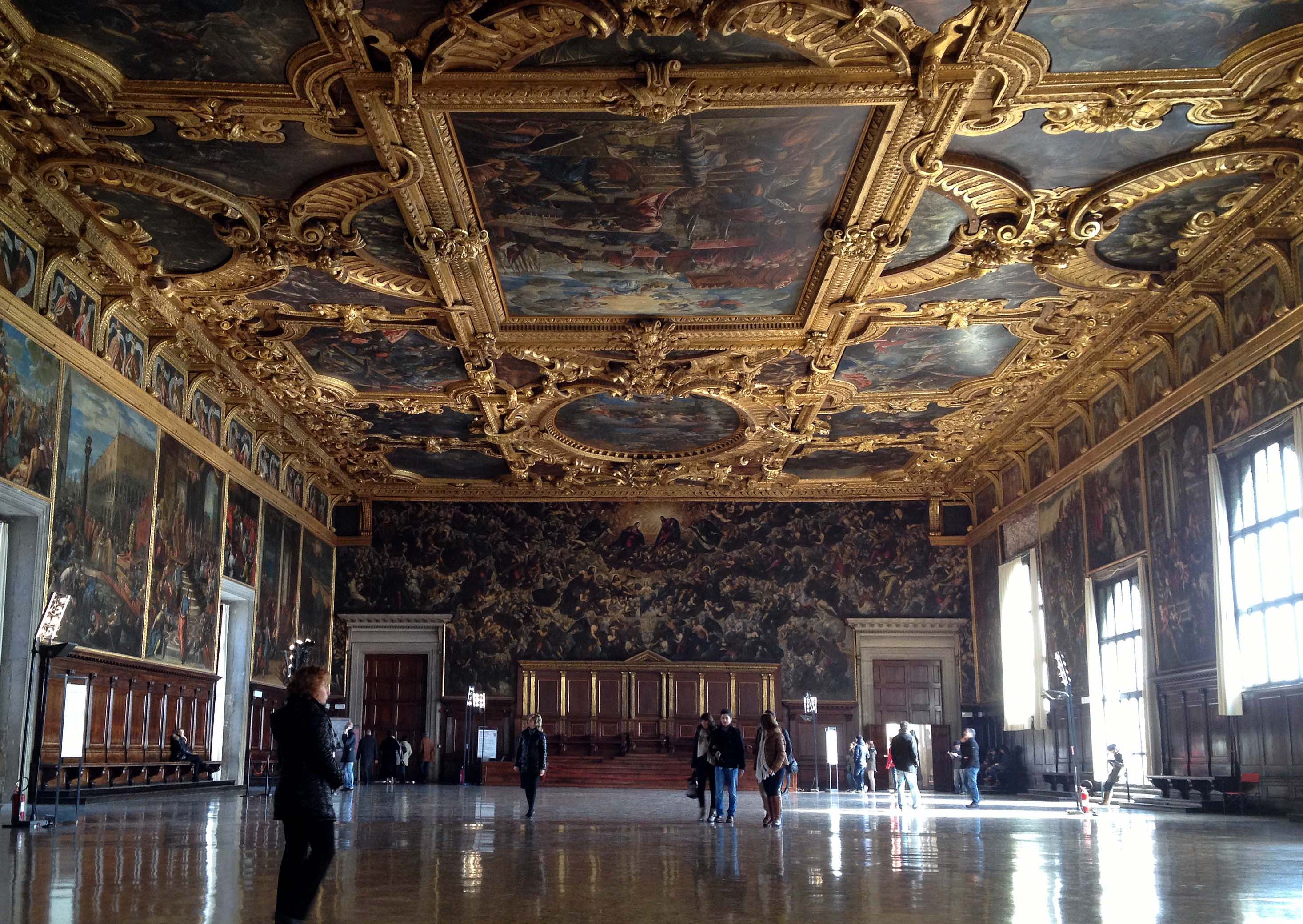
Sala del Gran Consejo en el Palacio Ducal de Venecia.

Como el Gran Consejo elegía a las personas para los distintos cargos del gobierno veneciano, "se había convertido en el guardián del poder y el prestigio en Venecia". Durante el siglo XIII, esto dio lugar a una lucha política entre los reformistas, que querían abrir el acceso al Gran Consejo, y por tanto a la élite política, a los recién llegados, y los conservadores, que deseaban preservar el dominio del patriciado.
Aunque durante el siglo XIII predominaron los nombres de familias nobles, los plebeyos seguían figurando en las listas. Pero incluso entre la nobleza había disensiones. El aumento de la población y de la riqueza hizo que cada vez más ciudadanos solicitaran ser admitidos en el Gran Consejo, pero las familias patricias tradicionales de Rialto se resistieron a la incorporación de estos nuevos ricos al Consejo. Igualmente complicada era la cuestión de los extranjeros, nobles procedentes del naciente imperio colonial de Venecia en Oriente o de Dalmacia, o familias de expatriados venecianos que regresaban a la metrópoli tras décadas de ausencia, debido a la caída de los estados cruzados en el Levante mediterráneo a finales del siglo XIII. Estos hombres eran contados como ciudadanos venecianos, pero eran culturalmente ajenos a la ciudad madre.
Hubo propuestas de reforma, sobre todo en octubre de 1286, cuando los jefes del Consejo de los Cuarenta propusieron que sólo aquellos cuyos antepasados hubieran sido miembros tuvieran automáticamente derecho a ser considerados como tales, y que todos los demás tuvieran que ser aprobados por el dux, el Consejo Menor y el propio Gran Consejo. Esta propuesta fracasó, al igual que otra, que proponía que la elección de los nuevos miembros fuera aprobada por la mayoría del Gran Consejo en funciones. Las cosas llegaron a un punto crítico en 1289, cuando murió el dux Giovanni Dandolo, y una muchedumbre se constituyó en asamblea ad hoc, o arengo, como se había convocado en épocas anteriores, exigiendo la elección del almirante Giacomo Tiepolo, hijo y nieto de dux, como nuevo dux. El Gran Consejo vaciló y suspendió su propio proceso de elección, pero Tiepolo rechazó el nombramiento, y el Gran Consejo procedió a la elección de Pietro Gradenigo.
Este fue un momento crítico: si la turba se hubiera impuesto, la trayectoria política de Venecia podría haber seguido la de otras ciudades-estado italianas, donde el gobierno dinástico o los autócratas populistas respaldados por la violencia de la turba fueron la norma. Tras su elección, Gradenigo dedicó un esfuerzo considerable a impulsar una reforma comúnmente aceptada. Esto se consiguió el 28 de febrero de 1297, en un acontecimiento conocido como la Serrata (lit. 'cierre'). La permanencia de los miembros existentes se aseguró estipulando que los miembros actuales, o los que lo habían sido durante los cuatro años anteriores, seguirían siendo miembros si reunían un umbral mínimo de 12 votos en el Consejo de los Cuarenta, lo que garantizaba, de hecho, que todos ellos serían aceptados Además, se eliminaron los límites al tamaño del Gran Consejo, y una ley permitía que tres miembros en activo presentaran candidatos adicionales, confirmados por el dux y el Consejo Menor, y aprobados por el Consejo de los Cuarenta.
De este modo, varias familias de plebeyos venecianos de antigua raigambre se convirtieron en miembros permanentes del Consejo, junto con una docena de familias que huían de la caída de Acre en 1291. De este modo, el tamaño del Gran Consejo se duplicó con creces hasta superar los 1.100 miembros en 1300, es decir, alrededor del 1% de la población veneciana total de la época.
Esta ampliación de la clase dirigente parecía haber satisfecho ampliamente a los hombres ambiciosos y calmado las cosas, aunque al menos un plebeyo que pensaba que debería haber sido admitido en el Consejo, un tal Marin Bocconio, fue ahorcado en 1300 por conspirar para matar a Gradenigo. Es notable que la reforma se aprobara durante un conflicto casi desastroso con el principal rival de Venecia, la República de Génova, y que el pueblo llano no hiciera ningún movimiento serio para oponerse a ella.
A lo largo de los años siguientes, el ingreso de nuevos miembros se limitó mediante leyes adicionales que elevaron el número necesario de votos en los cuarenta a los 25 y, finalmente, a 30. En 1319, el ingreso se hizo automático a los 25 años de edad -excepto para treinta que fueron elegidos por sorteo el día de Santa Bárbara, y a los que se permitió ser miembros ya a los 20. En 1323, el ingreso se restringió sólo a hombres con antepasados que hubieran ocupado altos cargos, convirtiéndolo de hecho en hereditario.
Independientemente de su origen patricio o plebeyo previo, en adelante constituyó la nobleza de Venecia. Independientemente de su origen patricio o plebeyo, los miembros permanentes y hereditarios del Gran Consejo constituyeron en adelante la nobleza de Venecia. Esta nueva clase dominante contaba con casi 200 familias y monopolizaba los niveles más altos de poder de la República. Para facilitar la movilidad social de las familias ambiciosas y distinguidas, se instituyó una nueva clase, los "ciudadanos" (cittadini), como clase intermedia entre la cerrada nobleza y la amplia masa del pueblo (popolo).
La historiografía tradicional ha lamentado la Serrata como "la muerte del sistema republicano veneciano y el nacimiento de una oligarquía cerrada", pero en realidad, los efectos de estas reformas fueron ampliamente beneficiosss y evitaron a Venecia las enconadas rivalidades entre facciones que consumían a las demás ciudades italianas. A diferencia de la volátil asamblea general del pueblo, los miembros del Gran Consejo tenían garantizada una parte del poder y, por tanto, eran menos fáciles de manipular. El número relativamente elevado de familias que participaban en esta élite oligárquica era también una característica peculiar del Estado veneciano, que lo hacía a la vez más representativo y garantizaba que cualquier rivalidad entre dos familias pudiera mantenerse bajo control, y no afectaba a la nobleza en su conjunto.

### DelsigloXIVhasta la caída de la República

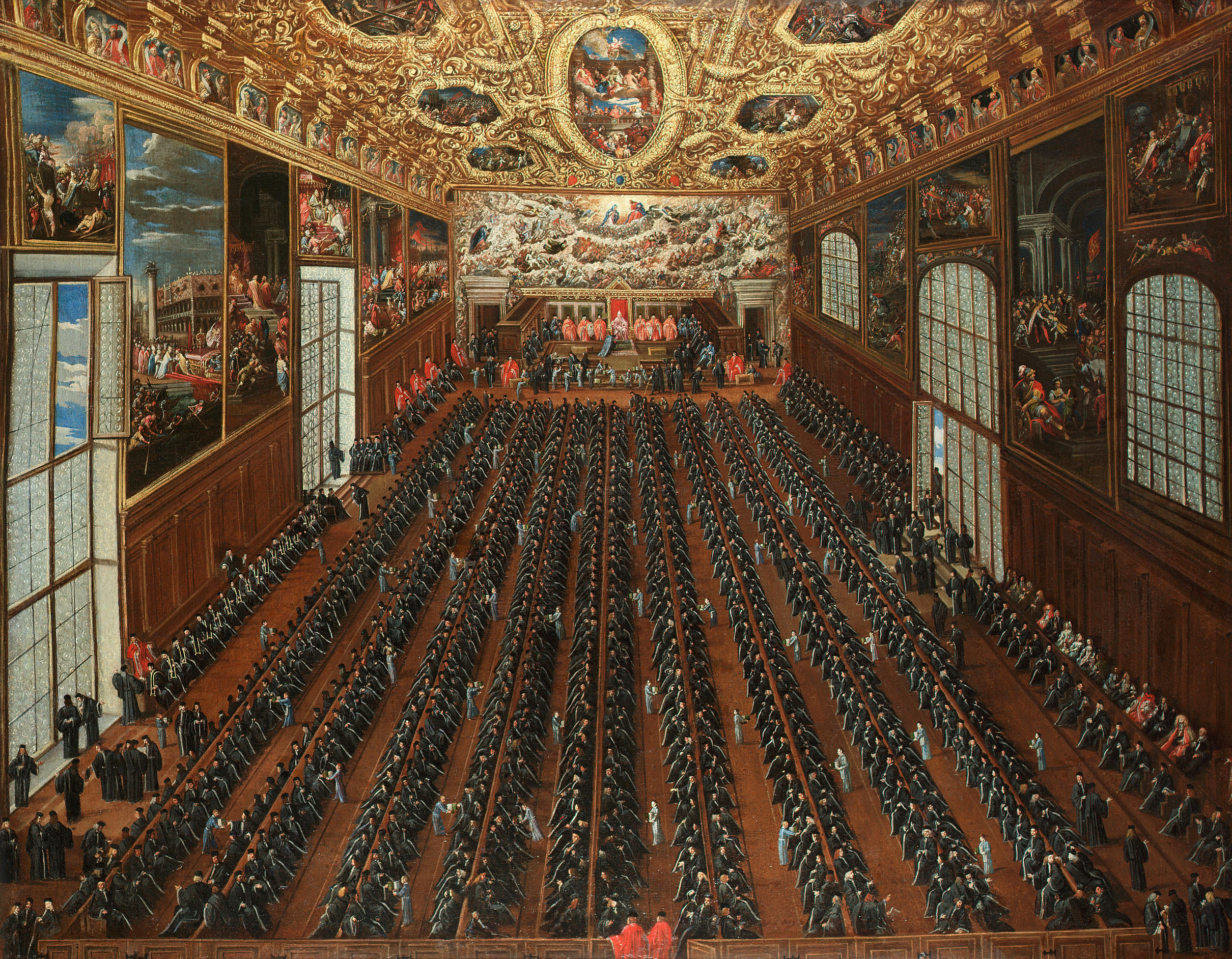
El Gran Consejo en una sesión de votación en el Palacio Ducal, 1648-1650.

Durante el resto de la historia de la República, el Gran Consejo fue el órgano supremo del Estado, sustituyendo al prácticamente desaparecido Concio, abolido formalmente en 1423. El Gran Consejo conservó su autoridad legislativa, pero muchas de sus competencias fueron delegadas en otros órganos más pequeños y con mayor capacidad de acción. Pronto, sin embargo, la mayoría de las funciones principales del gobierno, como el nombramiento de los comandantes militares o la recepción de embajadores, fueron asumidas por el Senado veneciano. A lo largo de los siglos XV y XVI, el Senado se convirtió también en el órgano legislativo de facto, reduciéndose el Gran Consejo a discutir o aprobar medidas ya decididas en el Senado, pero conservando su poder judicial y la autoridad para elegir oficiales.
Las normas de admisión al Gran Consejo se fueron perfeccionando con el tiempo. A partir de 1498, se prohibió la entrada a los nobles que siguieran una carrera eclesiástica. El proceso culminó con el establecimiento, en 1506 y 1526, de registros de nacimientos y matrimonios de la nobleza. Guardado y mantenido por los Avogadori de Comùn, este fue el famoso "Libro de Oro de la nobleza veneciana". En este punto, el consejo alcanzó su tamaño máximo de 2746 miembros.
El efecto de las disposiciones de la Serrata había aumentado drásticamente el número de miembros. En el siglo XVI, era habitual que hasta 2095 patricios tuvieran derecho a sentarse en el Palacio Ducal. Era evidente la dificultad de gestionar semejante organismo.
La ampliación del Concejo también hizo necesario disponer de un mayor espacio para reuniones. Esta necesidad ya había sido detectada por Pietro Gradenigo, y para ello se amplió una sala en los edificios que bordean el muelle (Molo), el terraplén junto al Palacio Ducal. A principios del siglo XIV, el Consejo siguió creciendo y se añadieron otras magistraturas al gobierno, por lo que se decidió construir una nueva ala del Palacio Ducal junto al Molo para albergarlas. Debido a la llegada de la peste negra, el número de miembros del Consejo disminuyó, pero la construcción de la nueva sala continuó, comenzando su decoración en 1365. Sin embargo, la nueva sala del Gran Consejo no empezó a utilizarse hasta 1420. La sala fue destruida en el incendio del 20 de diciembre de 1577, en el que el Palacio Ducal sufrió tantos daños que durante un tiempo se pensó en derribarlo y reconstruirlo con un nuevo diseño. Al final, se decidió restaurar el edificio, y durante este tiempo, hasta el 30 de septiembre de 1578, el Gran Consejo se reunió en un cobertizo del Arsenal de Venecia.
En algunos raros casos, ante graves dificultades económicas y peligros, se abrió el acceso al Gran Consejo a nuevas familias. Este fue el caso de la Guerra de Chioggia y de la Guerra de Candia, en las que, para sufragar el enorme coste de las guerras, se admitió a nuevas familias adineradas.
Otra peculiaridad fue la creación con el tiempo de una división dentro de la propia nobleza, es decir, las familias que con el tiempo pudieron mantener intacta o aumentar su capacidad económica, y las pobres (los llamados barnabitas). Estos últimos podían haber perdido su riqueza de forma gradual o repentina, pero seguían manteniendo el derecho hereditario a sentarse en el Gran Consejo. Esto llevó a menudo a los dos bandos de la nobleza a enfrentarse en el consejo y abrió la posibilidad a casos de compra de votos.
Fue el Gran Consejo, el 12 de mayo de 1797, el que declaró el fin de la República de Venecia, al decidir -ante la invasión napoleónica- aceptar la abdicación del último dux Ludovico Manin y disolver la asamblea aristocrática: a pesar de carecer del cuórum requerido de 600 miembros, el consejo votó abrumadoramente (512 votos a favor, 30 en contra, 5 abstenciones) el fin de la República veneciana y la transferencia de poderes a un gobierno provisional indefinido.